# 英属洪都拉斯
英屬洪都拉斯（英語：British Honduras）在1862年至1964年間英國的一個直轄殖民地，位於中美洲東岸，墨西哥以南，之後成為自治殖民地，1973年6月改名伯利茲，直至1981年9月完全獨立為止。英屬洪都拉斯是英國在美洲最後的一個大陸佔領地。
該殖民地來自英國和西班牙之間的凡爾賽條約而起，並允許英國在翁多河和伯利茲河之間的伐木權。1786年倫敦會議將這個權利擴大至伯利茲河至西本河。1862年，洪都拉斯灣的伯利茲定居點被宣佈為英屬洪都拉斯，英國國王的代表升格為副總督，下屬於牙買加總督。

## 延伸閱讀
- Charles Knight (编). . . English Cyclopaedia 3. London: Bradbury, Evans, & Co. 1866.

## 外部連結
- Government of Belize website
- Belize at The Commonwealth （页面存档备份，存于）
- U.S. Library of Congress country study （页面存档备份，存于）
- "A History of Belize" at Naturalight Productions' Belize tourism website
- Jesuit mission picture archives, early 20th century （页面存档备份，存于）
- British Honduras Paper Money （页面存档备份，存于）

17°4′N 88°42′W / 17.067°N 88.700°W